# Janet Soskice
Janet Martin Soskice (* 16. Mai 1951) ist eine römisch-katholische Theologin und Philosophin. Sie hat eine Professur für philosophische Theologie in Cambridge, ihre Forschungsschwerpunkte sind u. a. die Symbolik des Geschlechts, das Verhältnis von Glaube und Wissenschaft und die Sprache des Religiösen.

## Werke
- Metaphor and Religious Language. Oxford und New York 1984, ISBN 0-19-824982-9.
- Feminism and Theology. Oxford und New York 2003, ISBN 0-19-878246-2.
- The Kindness of God: Metaphor, Gender, and Religious Language. Oxford und New York 2008, ISBN 978-0-19-826950-2.
- Sisters of Sinai: How Two Lady Adventurers Discovered the Lost Gospels. London 2009, ISBN 978-0-7011-7341-8.